# ليوبولد ذو الأكتاف (طابع)
طابع ليوبولد ذو الأكتاف (1849) كلمة الأكتاف (بالفرنسية: Épaulettes، بالهولندية: Epauletten) هو الاسم الذي يطلقهُ جامعي الطوابع على أول سلسلة من طوابع البريد التي صدرت في بلجيكا. حيث يحمل صورة الملك ليوبولد الأول مع أكتاف بارزة اشتُق منها الاسم، وأصبحت الطوابع قابلة للاستخدام قانونيًا في 1 يوليو 1849. وصدر منها فئتين بنفس التصميم في الوقت نفسه: طابع بني بقيمة 10 فرنك بلجيكي وطابع أزرق بقيمة 20 فرنك بلجيكي. وقد طبعت نتيجة لسلسلة من الإصلاحات الوطنية في نظام البريد في بلجيكا، استنادًا إلى نجاح تدابير مشابهة تبنتها بريطانيا في عام 1840. سمحت الطوابع بتقديم تكلفة البريد مسبقًا من قبل المرسل، بدلاً من المستقبل، مما أدى إلى زيادة كبيرة في حجم البريد. وعلى الرغم من استبدالها سريعًا بأنواع جديدة، أثبتت الأكتاف أنها مؤثرة وألهمت منذ ذلك الحين عدة سلاسل من الطوابع التذكارية.

## خلفية
تأثرت بلجيكا بشدة بنموذج نظام البريد البريطاني، الذي أصدر طابع البريد الأول، البيني بلاك، في عام 1840، ودعمت الحكومة البلجيكية بدء نظام بريد بلجيكي مكافئ. بموجب النظام القائم، كانت رسوم البريد المستحقة تُدفع من قبل المستلم وليس المرسل، مما كان يحبط الناس عن استلام، وبالتالي إرسال، الرسائل. فكرة طوابع البريد، التي ستسمح للمرسل بدفع التكلفة مسبقاً، تم اعتمادها رسمياً من قبل ليوبولد الأول في قانون تعديل نظام البريد في 24 ديسمبر 1847، بينما كان الوزراء الراديكاليون الليبراليون، وفيما بعد، رئيس الوزراء، والثير فرير أوربان، يتولون وزارة الأشغال العامة. حدثت المناقشة حول إصلاح نظام البريد في بلجيكا في نفس الوقت مع الإصلاحات الواسعة في خدمات البريد، المتأثرة بالنموذج البريطاني، في فرنسا وبافاريا وأماكن أخرى.
تم توقيع قانون ثانٍ، قانون إصلاح البريد، في 22 أبريل 1849. وضع القانون الثاني شروطاً أكثر تفصيلاً لإطلاق النظام البريدي، وفي 17 يونيو 1849، طلب ليوبولد الأول رسمياً من وزير الأشغال العامة الجديد، هيبوليت رولان، اتخاذ إجراءات بشأن القوانين الجديدة.

## اصدار الطوابع

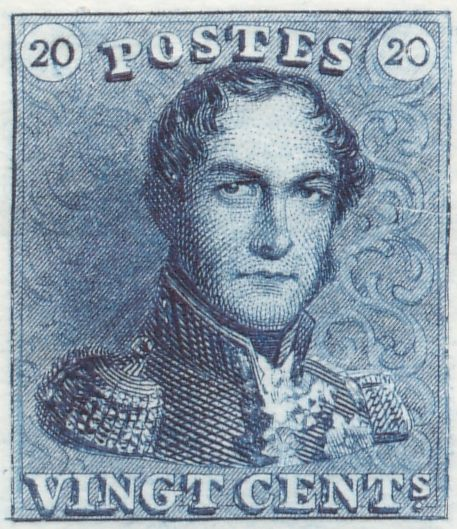
الطابع الأزرق فئة 20 فرنك بلجيكي

في 1 يوليو 1849، صدرت أول طوابع بريد بلجيكية، وطبعت بفئتين بنفس التصميم. كان الطابع الأول، وهو طابع بني بقيمة 10 فرنك بلجيكي، ويمكن استخدامه لإرسال رسالة لمسافة تصل إلى 30 كيلومترًا (19 ميل)؛ بينما كان الطابع الأزرق بقيمة 20 فرنك بلجيكي يمكن استخدامه في جميع رسائل البريد الوطني العادية الأخرى. كان التصميم الناجح مجرد واحد من مجموعة متنوعة من الخيارات التي أنتجها يعقوب وينر.
وصفت الطوابع رسميًا من قبل إشعار وزاري في عام 1849 باعتبار كل منها "نقش صغير يمثل صورة الملك، مع الإشارة إلى قيمتها... وستطبع على ورق يكون القسم الخلفي منهُ مغطى بطبقة رقيقة من الغراء (الصمغ)."
تظهر طوابع الأكتاف الملك ليو بولد الأول وهو يرتدي الزي العسكري، مع أكتاف واضحة للغاية، وطبعت باستعمال طريقة النقش الغائر. ومكتوب عليها كلمة "POSTES" ("البريد") في الأعلى، بالإضافة إلى قيمة الطابع بالأرقام.
في الأسفل كانت قيمة الطابع بالعملة مكتوبة باللغة الفرنسية. لم تطبع نسخة باللغة الهولندية. كمثل الطوابع البريطانية الأولى، لم تحمل طوابع بلجيكا اسم بلدها الأصلي لأنها كانت مخصصة للاستخدام فقط داخل بلجيكا. صُمم الطابع بواسطة تشارلز بوجنييه، استنادًا إلى الصورة الرسمية للملك ليو بولد الأول التي رسمها الفنان ليفين دي وين. كان طبعها وتصميمها بواسطة يعقوب وينر والنقاش جون هنري روبنسون. لم تكن مثقوبة بل كانت مقطوعة من أوراق بحجم 10x10 يدوياً.
كانت الطوابع تحمل شعار الأحرف المتداخلة "ل" للملك ليوبولد الأول كعلامة مائية. لإلصاقها على مظروف، كان يجب ترطيب الطابع، الذي كان يحتوي بالفعل على صمغ، قبل الصاقهِ بالظرف. لقد طبع حوالي 5,250,000 طابع لكل فئة.

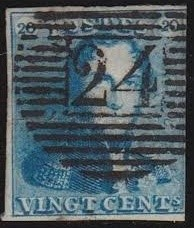
الطابع الأزرق فئة 20 فرنك بلجيكي مع ختم إلغاء. ذو الرقم 24 ويعني أنهُ مرسل من بروكسل.

يُميز هواة جمع طوابع البريد عدة اختلافات طفيفة في طوابع السلسلة. بالنسبة لفئة عشرة فرنك بلجيكي، توجد بعض الإختلافات الطفيفة في اللون، تُوصف باللون الرمادي البني (برو-غري) والبني المائل للحمرة (برو-رو). في فئة العشرين فرنك بلجيكي، لوحظ اختلافات في اللون الأزرق الداكن (بلو-فونسيه) واللون الأزرق الحليبي (بلو-ليه). من بين جميع اختلافات اللون، فإن الأمثلة البنية المائلة للحمرة تأتي بأعلى قيمة عند هواة جمع الطوابع. بعض الطوابع طبعت مرتين (خطأ) معروفة أيضًا.

## آلية البيع

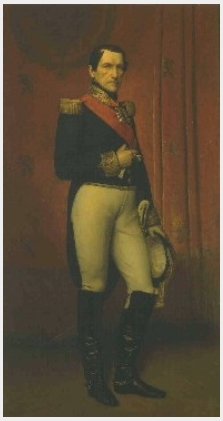
صورة جدارية بورتريه من عام 1868 للملك ليوبولد الأول من رسم الفنان ليفين دي وين.

بيعت الطوابع من مكاتب البريد في جميع أنحاء البلاد، لكن تم إصدار بعضها أيضًا لساعي البريد للبيع. بدأت المبيعات في 25 يونيو 1849، ومع ذلك أصبح استخدامها قانونيًا فقط في 1 يوليو.
ونظرًا لعدم وجود بنية تحتية من صناديق البريد، خاصة في المناطق الريفية، يمكن تسليم الرسائل مباشرة إلى ساعي البريد شخصيًا بدلاً من تسليمها إلى مكاتب البريد ليتم إرسالها.
ولأجل استعمال الطوابع جرى الإلغاء بواسطة ختم دائري ثقيل من الحبر الأسود. كانت طبيعة أختام الإلغاء، مثل نظيرتها البريطانية، تحمل رقمًا في المنتصف (بين واحد و135) والذي كان مختلفًا لكل مكتب بريد في جميع أنحاء بلجيكا.

## الآثار والإرث
سمح إدخال طابع البريد، مع التوصيل اليومي، بزيادة كبيرة في حجم الرسائل المنقولة. بحلول عام 1849، كان ينقل ما بين عشرة وخمسة عشر مليون رسالة سنويًا. كما أدى إنشاء نظام الطوابع إلى توسع هيكلي في نظام البريد الوطني، الذي كان في عام 1830 يضم 123 مكتب بريد و240 ساعي بريد.
أدى نجاح سلسلة طوابع ذي الأكتاف إلى إلهام تقديم ثلاثة أنواع جديدة من الطوابع بتصاميم وقيم مختلفة في أكتوبر 1849. حلت هذه الأنواع الجديدة محل تصميم الأكتاف بنوع ما يسمى "الميدالية" (Médaillon)، الذي يتميز بصورة ليوبولد الأول داخل نافذة ميدالية دائرية. في نفس العدد، طبعت فئة جديدة من أربعين فرنك بلجيكي باللون الأحمر للبريد البحري.
كان هناك شائعات في ذلك الوقت بأن ليوبولد الأول لم يكن يحب التصميم في ذلك الحين، وكان يعتقد أن الأكتاف تعطيه مظهرًا طفوليًا. تم إلغاء الكتفيات رسمياً في عام 1859، لكنها ظلت قانونية حتى 1 يوليو 1866 عندما توفي ليوبولد الأول، ألغيت جميع الطوابع التي تحمل صورتهِ.
جرى إعادة طباعة متطابقة تقريبًا في عام 1866 على ورق مزخرف والتي تميزت بأبعاد مختلفة قليلاً. وجرى توثيق المزيد من الطوابع المعاد طباعتها التي يعود تاريخ إصدارها إلى عام 1895. كما كانت الطوابع ذات الأكتاف بعد ذلك موضوعًا لمجموعة متنوعة من الطوابع التذكارية. وكان وجود الأكتاف جزءًا من تصميم طوابع البريد التي أصدرتها بلجيكا في عامي 1925 و1972. وفي مناسبة الذكرى المئوية والـ 150، في عامي 1949 و1999، أصدرت خدمات البريد البلجيكية سلسلة من الطوابع التذكارية.

## الملاحظات
1. ↑  تُعرف السلسلة أحيانًا باسم "ليوبولد الأول مع الأكتاف" Le Soir 1999.
2. ↑  كانت اللغة الفرنسية تقليديًا لغة الحكومة البلجيكية والطبقات الثرية. لم تحصل اللغة الهولندية على صفة رسمية بجانب الفرنسية كلغة رسمية حتى قانون كورمانز-دي فريينت لعام 1898.[10]

## معلومات المراجع الكاملة
- Catalogue officiel 1973: Belgique, Congo, Rwanda, Burundi, Europa. Brussels: CSBNTP. 1973.
- Du Four، Jean (1942). Les Nuances des Épaulettes et Medaillons. Société Philatélique Belge: Brussels. OCLC:36392056.
- "Épaulette 10c brun et 20c bleu". philagodu.be. Maison Godu. مؤرشف من الأصل في 2025-05-12. اطلع عليه بتاريخ 2014-06-09.
- Legrand، Alain (أكتوبر 2008). "Belgique : Epaulettes et Médaillons, les premiers timbres". Philatélie Populaire. مؤرشف من الأصل في 2014-02-22. اطلع عليه بتاريخ 2014-02-08.
- Moens، Jean-Baptiste (1880). Les timbres de Belgique depuis leur origine jusqu'à nos jours. Brussels: Journal le Timbre-Poste. OCLC:9180872.
- McRae، Kenneth D. (1986). Conflict and Compromise in Multilingual Societies: Belgium. The Politics of Cultural Diversity. Ontario: Wilfrid Laurier University Press. ISBN:0889201730.
- N.C. (16 أغسطس 1999). "Un "Léopold Ier à épaulettes" à 10 centimes". Le Soir. مؤرشف من الأصل في 2016-03-04. اطلع عليه بتاريخ 2014-04-19.